# Saint-Camille-de-Lellis
Pour les articles homonymes, voir Saint-Camille et De Lellis.
Saint-Camille-de-Lellis est une municipalité de paroisse dans la municipalité régionale de comté des Etchemins au Québec, située dans la région administrative de Chaudière-Appalaches,.

## Toponymie
Le nom Saint-Camille rappelle la mémoire du curé fondateur, le père Camille-Stanislas Brochu (1844-1905). Pour sa part, le nom De Lellis porte hommage au prêtre et saint italien Camille De Lellis. Le village est souvent désigné sous le nom de Saint-Camille-de-Bellechasse marquant l'attachement au canton de Bellechasse sur lequel une partie de la municipalité est érigée et par le fait même à l'ancien comté de Bellechasse.

## Géographie

### Géographie physique
La municipalité de paroisse de Saint-Camille-de-Lellis occupe un grand territoire de 252,08 km, le plus grand de la MRC des Etchemins. La municipalité partage ses frontières avec l'État du Maine au sud, avec Saint-Just-de-Bretenières à l'est, avec Saint-Magloire et Sainte-Sabine au nord et finalement avec Sainte-Justine et Saint-Cyprien à l'ouest.

### Hydrographie
Le territoire de Saint-Camille-de-Lellis est drainé par la rivière Daaquam vers le fleuve Saint-Jean et ne fait donc pas partie du bassin du fleuve Saint-Laurent. Le territoire est d’ailleurs traversé par plusieurs petites rivières et ruisseaux dont la rivière Saint-Jean Sud-Ouest qui délimite le sud de la municipalité, la rivière à la Roche qui conflue avec la Daaquam au nord-ouest, la rivière Noire qui y conflue à l'est du village et les ruisseaux rivière aux Orignaux et La Petite Rivière. La paroisse est aussi parsemée de plusieurs lacs, entre autres les lacs à l'Envers, Pouliot et Rémillard.

### Flore
Saint-Camille-de-Lellis étant située dans la forêt mixte, on y retrouve des feuillus ainsi que des conifères. Le couvert forestier, qui domine une grande proportion de la municipalité, est dominé par l'érable à sucre, l'érable rouge, le bouleau jaune, le bouleau à papier ainsi que le peuplier faux-tremble pour les feuillus. Parmi les conifères nous retrouvons le sapin baumier, l'épinette noire, le thuya occidental, le mélèze laricin et le pin blanc d'Amérique.

### Faune
La municipalité abrite de nombreux mammifères communs du Québec sur son territoire comme l'orignal, le cerf de Virginie, le castor, la marmotte commune, l'écureuil roux et le tamia rayé.
Dans les ruisseaux nous retrouvons principalement de l'omble de fontaine (truite mouchetée). Du maskinongé peut être pêché dans la rivière Daaquam.

### Environnement
Il n'y a pas d'aire protégée sur le territoire de la municipalité de Saint-Camille-de-Lellis mais un écosystème forestier exceptionnel est présent sur le territoire municipal : la forêt ancienne de Saint-Camille-de-Lellis.

## Géographie humaine

### Transport
Le seul moyen de se déplacer sur de longues distances est l'automobile. Bien que le chemin de fer ait été important pour le développement de la municipalité, plus aucun train n'y passe depuis quelques années et l'ancienne gare de Saint-Camille n'est plus sur son site original; le cas est semblable pour Sainte-Sabine-Station. La gare la plus proche est donc celle de Montmagny située 80 kilomètres plus au nord, et l'aéroport le plus proche est lui aussi à Montmagny.
Les principales routes d'accès de Saint-Camille-de-Lellis sont les routes 204 et 281. La municipalité, bien que frontalière, n'a pas de poste de douanes.

### Morphologie urbaine
La municipalité de Saint-Camille-de-Lellis s'est développée autour d'un noyau urbain, le village de Saint-Camille-de-Bellechasse, mais aussi autour de deux noyaux autour des deux gares ; Saint-Camille et Sainte-Sabine-Station.
Un parc industriel est installé dans le village et est situé sur la rue Industrielle. Un deuxième secteur industriel est situé sur la rue Laliberté.

## Histoire

### Chronologie
- 11 janvier 1904 : Fondation de la municipalité de paroisse de Saint-Camille-de-Lellis
- 19 mars 1921 : Constitution de la municipalité de paroisse de Saint-Camille de Lellis.
- 15 mars 1969 : La municipalité de paroisse de Saint-Camille de Lellis change son nom pour Saint-Camille-de-Lellis.

### Les origines
Les débuts de Saint-Camille-de-Lellis remontent à l'époque où les Amérindiens chassaient et pêchaient sur le territoire. Par la suite, plusieurs bûcherons vinrent occuper des camps sur ce que serait la future municipalité de Saint-Camille. En 1896, une demande est faite auprès de l'évêque de Québec pour délimiter la nouvelle paroisse. La réponse arriva finalement en 1898, deux ans plus tard, mais ce n'est qu'en 1903 que Saint-Camille devint une paroisse catholique et un an plus tard que la municipalité de la paroisse de Saint-Camille-de-Lellis fut officiellement créée.
En 1916, la Quebec Central Railway Company inaugure son tronçon passant par Saint-Camille, reliant Lac-Frontière et Vallée-Jonction, ce qui amorça une période de développement économique importante pour la municipalité.
En 1925, un grand incendie ravage le village; une grande partie des bâtiments construits avant l'incendie n'existent plus, dont l'église originale. Le couvent des Sœurs du Bon Pasteur datant de 1913 est toujours visible au centre du village.

## Démographie
| 1911 | 1921  | 1931  | 1941  | 1951  | 1956  | 1961  |
| ---- | ----- | ----- | ----- | ----- | ----- | ----- |
| 790  | 1 779 | 1 517 | 1 528 | 1 476 | 1 600 | 1 544 |

| 1966  | 1971  | 1976  | 1981  | 1986  | 1991  | 1996 |
| ----- | ----- | ----- | ----- | ----- | ----- | ---- |
| 1 386 | 1 337 | 1 235 | 1 176 | 1 108 | 1 001 | 963  |

| 2001 | 2006 | 2011 | 2016 | 2021 | - | - |
| ---- | ---- | ---- | ---- | ---- | - | - |
| 907  | 904  | 844  | 752  | 737  | - | - |

## Administration
Les élections municipales se font en bloc pour le maire et les six conseillers.
| Saint-Camille-de-Lellis Maires depuis 2003                                                                           |                 |                                                     |          |
| Élection | Maire           | Qualité                                             | Résultat |
| 2003 | Marcel Poulin   |                                                     | Voir     |
| 2005 | Adélard Couture | Démission en fév. 2020                              | Voir     |
| 2009 | Adélard Couture | Démission en fév. 2020                              | Voir     |
| 2013 | Adélard Couture | Démission en fév. 2020                              | Voir     |
| 2017 | Adélard Couture | Démission en fév. 2020                              | Voir     |
| sept. 2020 | Rachel Goupil   | Intérim à la mairie fév. 2020 Conseillère 2017-2020 | Voir     |
| 2021 | Rachel Goupil   | Intérim à la mairie fév. 2020 Conseillère 2017-2020 | Voir     |
| Élection partielle en italique Depuis 2005, les élections sont simultanées dans toutes les municipalités québécoises |                 |                                                     |          |

## Armoiries
En 1989, la municipalité se dote d'armoiries. Dans un écu stylisé, on retrouve en haut un écu rouge avec une croix dorée, symbole catholique, mais aussi un symbole de la municipalité voisine de Sainte-Justine, d'où vient une partie des colons. Cinq fleurs de lys se retrouvent au centre dans un bandeau bleu, chacune des fleurs représentant les cinq municipalités voisines.
En haut se trouvent un orignal et une truite mouchetée, représentant respectivement la chasse et la pêche. Au bas figurent des champs et des montagnes symbolisant le fait que Saint-Camille-de-Lellis est située au sud de Bellechasse. L'écu est aussi entouré de feuilles d'érable symboles du Canada.
Par ailleurs, le lys rose est la fleur emblème de la municipalité.

## Personnalités liées
- Joseph Bonhomme, (1889-1973) ancien évêque de Maseru au Lesotho
- Louis-Marie Parent, (1910-2009) missionnaire